# David Garza Pérez
David Garza Pérez (* 22. Juni 1988 in Monterrey) ist ein ehemaliger mexikanischer Autorennfahrer.

## Karriere
Garza begann seine Motorsportkarriere im Kartsport, in dem er von 2004 bis 2005 aktiv war. 2006 wechselte er in den Formelsport und trat in der US-amerikanischen Formel BMW an. Er beendete zwei Rennen auf dem Podest und wurde Zehnter in der Fahrerwertung. 2007 wechselte er in die Atlantic Championship zu US RaceTronics. Mit zwei achten Plätzen als beste Ergebnisse wurde er 17. in der Fahrerwertung. Im Winter 2007/2008 war Garza ein A1GP-Pilot des mexikanischen Teams. Er nahm an fünf Veranstaltungen als Einsatzfahrer teil und war damit der Pilot mit den meisten Einsätzen aus seinem Team. Ein achter Platz war seine beste Position.
2008 wechselte David Garza in der Atlantic Championship zu Forsythe Racing. Bei fünf Rennen musste er verletzungsbedingt pausieren. Bei einem Trainingsunfall hatte er sich eine Hüftverletzung zugezogen. Mit einem fünften Platz als bestes Resultat wurde er schließlich 13. in der Gesamtwertung. Darüber hinaus nahm Garza für Sighinolfi Autoracing an einer Veranstaltung der Euroseries 3000 teil. Dabei gewann er ein Rennen. Im Winter 2008/2009 kam Garza bei zwei A1GP-Rennwochenenden zum Einsatz, bevor er durch Salvador Durán abgelöst wurde. David Garza Pérez erzielte keine Punkte. Im Sommer 2009 nahm er für Jensen MotorSport an zwei Rennen der Atlantic Championship teil.
Seit 2010 hat David Garza an keiner internationalen Rennserie mehr teilgenommen.

## Statistik

### Karrierestationen
| - 2004–2005: Kartsport - 2006: US-amerikanische Formel BMW (Platz 10) - 2007: Atlantic Championship (Platz 17) | - 2008: A1 Grand Prix - 2008: Atlantic Championship (Platz 13) - 2008: Euroseries 3000 (Platz 13) | - 2009: A1GP - 2009: Atlantic Championship (Platz 17) |